# Агесілай (ефор)
Агесілай (дав.-гр. Ἀγησίλαος; III ст. до н. е.) — спартанський політичний діяч, ефор. Представник царського роду і дядько царя Агіса IV. За однією з версій, був регентом при небожеві. Став ефором внаслідок перевороту вчиненого царем Агісом IV і допомагав у проведенні його реформ. Античні автори зображували Агесілая, як головного винуватця провалу реформ.

## Біографія
Агесілай походив зі спартанського царського роду Евріпонтидів, представники якого виводили своє походження від героя Геракла. Батька Агесілая звали Евдамідом, його сестрою була Агесістрата, дружина царя Евдаміда II та матір царя Агіса IV. Скоріш за все, матір Агесістрати — Архідамія, була також і матір'ю Агесілая. Альфред Бредфорд ототожнював батька Агесілая з однойменним царем Евдамідом I, таким чином цар Архідама IV був його братом. Однак, дослідник Е. Маккуїн вказував, що у цієї версії є ціла низка хронологічних проблем. На його думку, батько Агесілая або належав до бокової гілки династії Евріпонтидів, або був сином царя Евдаміда I, або був сином Агесілая, брата царя Агіса III. У останньому випадку, Агесілай був названий на честь свого дідуся.
Агесілай був талановитим оратором, але людиною розбещеною та грошолюбною. Достеменно нічого не відомо про його життя до початку реформ царя Агіса IV. За версією Е. Маккуїна, Агесілай був регентом при своєму небожі. Однак, ця гіпотеза не знайшла підтримки у науковій спільноті, як зазначила Лариса Печатнова, у джерелах Агіс IV зображений як самостійна фігура.
Згідно з Плутархом, він став одним з прихильників реформ Агіса IV, відгукнувшись на прохання свого сина Гіппомедонта. Проте, справжньою причиною, яка спонукала Агесілая приєднатися до починань небожа, був надмір боргів, від яких він сподівався звільнитися за допомогою реформ. Агесілай допоміг схилити на бік реформаторів матір та бабусю царя, відповідно свою сестру та матір. Ці жінки були одними з самих заможних землевласників у Спарті. Агесістрата спершу виступила проти реформ, однак, Агесілаю вдалося запевнити жінку, що це починання чекає успіх і що воно буде служити загальному благу.
Через те, що погляди старійшин розійшлися, долю реформ повинна була вирішити апелла. Агесілай разом з Лісандром та Мандроклідом виступав на народних зборах з промовами у підтримку реформ. Народні збори підтримали ініціативу царя, однак потрібна була ще ухвала герусії. Завдяки діяльності ворога реформ — царя Леоніда II, ретру було відкинуто з різницею в один голос.
Зрозумівши, що законними способами провести реформу не вдасться, Агіс IV разом зі своїми прихильниками, організував військовий переворот. Цар сам призначив нових ефорів, серед яких був його дядько Агесілай і відсторонив від влади царя Леоніда II. На думку дослідниці Лариси Печатнової, саме Агесілаю було наказано реалізувати ретру Лісандра. Невдовзі після перевороту, з міста втік колишній цар Леонід II, ефор наказав послати за ним убивць, але через протидію царя Агіса IV, Леоніду II вдалося з дочкою Хілонідою потрапити у Тегею.
Отримавши владу Агесілай провів дуже необхідну йому реформу по скасуванню боргів, але він гальмував перерозподіл землі. Ефор був великим землевласником і не хотів втратити свою власність. Агесілай разом з іншими ефорами спромігся відправити царя Агіса IV разом з військом на допомогу стратегу Ахейського союзу Арату Сікіонському у його боротьбі з Етолійським союзом. За відсутності царя Агесілай почав поводити себе беззаконно, згідно з Плутархом, він не цурався ніякого протизаконного вчинку, аби тільки він давав йому грошову вигоду. Також, Агесілай домігся вставити у поточний рік тринадцятий місяць, щоб брати за нього додатковий податок, хоча у цьому році додатковий місяць був не потрібен. Подібно тиранам, Агесілай оточив себе озброєними охоронцями, бо він боявся помсти скривджених ним людей. Він виразно давав зрозуміти, що царя Клеомброта II має ні за що, а до Агіса IV зберігає певну видимість поваги радше як до свого родича, ніж як до царя. До того ж він поширював чутки, що залишиться ефором і на наступний строк, хоча це суперечило спартанським традиціям. Саме через обурення вчинками Агесілая, опозиції вдалося влаштувати переворот, повернувши владу царю Леоніду II. Клеомброт II був засуджений на вигнання, а Агіса IV було засуджено до страти. Агесілаю вдалося врятуватися, його вивів потай з міста його син Гіппомедонт. Згідно досліднику Мильтіаду Міхалопулосу, вигнанець оселився у Державі Птолемеїв, де його син служив полководцем.

## Оцінки особистості
На думку Плутарха, який слідував Філарху, саме через Агесілая реформи царя Агіса IV закінчилися невдачею. Дослідник Пол Кертледж вважав таку оцінку помилковою. На його думку, Агесілай не був «злим генієм» власноруч підірвавши владу та авторитет небожа. У таких половинчастих реформах була зацікавлена землевласницька олігархія, саме вона саботувала перерозподіл землі. Проти перерозподілу могли виступити, також, дрібні землевласники, які не хотіли ділитися своїми привілеями з колишніми маргіналами.
Іншу версію запропонував історик Карл Юліус Белох, який вважав, що ініціатором реформ був саме Агесілай, а Агіс IV був, лише, його маріонеткою. Дослідник бачив в реформах боротьбу двох груп заможних спартанців: боржників, переважно великих землевласників, та їх кредиторів-капіталістів. Е. Маккуїн не погоджувався з цією гіпотезою, вказуючи на те, що Агесілай став прихильником реформ значно пізніше їх початку.

## В культурі
Ірландський драматург Томас Саутерн, за мотивами розповіді Плутарха про життя Агіса IV, написав трагедію «Спартанська дама». Хоч, автор почав працювати над п'єсою в 1687 році, вперше вона була поставлена в 1719 році на сцені театру Друрі-Лейн, роль ефора Агесілая зіграв актор Джон Корі.